# Churcampa (província)
Churcampa é uma província do Peru localizada na região de Huancavelica. Sua capital é a cidade de Churcampa.

## Distritos da província
- Anco
- Chinchihuasi
- Churcampa
- El Carmen
- La Merced
- Locroja
- Pachamarca
- Paucarbamba
- San Miguel de Mayocc
- San Pedro de Coris